# Iglesia Nuestra Señora Estrella del Mar (Corn Island)
La iglesia católica Nuestra Señora Estrella del Mar es un templo católico ubicado en islas del Maíz, región autónoma Costa Caribe Sur de Nicaragua.
Esta bajo la jurisdicción de la diócesis de Bluefields y su actual obispo es Monseñor Francisco Tijerino. 